# The Sims 2: Бизнес
The Sims 2: Бизнес (англ. The Sims 2: Open for Business) — третье дополнение к  компьютерной игре The Sims 2 в жанре симулятор жизни. Его ключевые особенности — возможность попробовать себя в роли бизнесмена и вложить свои средства в развитие собственного магазина. Для запуска дополнения требуется наличие оригинальной версии игры. Дополнение вышло 28 февраля 2006 года в США и стала хитом продаж в течение месяца и оставалась в списке самых продаваемых игр вплоть до сентября 2006 года. В России «The Sims 2: Бизнес» вышло 26 мая 2006 года, русской локализацией занималась компания СофтКлаб. 
Дополнение создавалось с учётом желаний некоторых игроков наблюдать за процессом работы своих персонажей. К данному расширению при разработке впервые был принят особый подход, где фактически создавалась «игра в игре». Критики в основном положительно отозвались о игре, назвав процесс ведения дела увлекательным и дающим почву для больших фантазий, но и одновременно очень сложным, далеко не подходящим всем игрокам. Для дополнения на симлише записывались клипы в жанре новая волна с участием известных певцов из 80-х годов.

## Игровой процесс
Третье дополнение добавляет отдельный способ заработка путём организации собственного бизнеса, а также ряд способов производить товары; можно создавать роботов на специальных станках, делать букеты, заниматься сборкой игрушек на верстаке, а также зарабатывать на услугах в качестве стилиста, позволяющего изменить внешность своего клиента. В качестве подспорья к бизнесу, детям можно использовать стойку для продажи лимонада.

Бизнес-панель

Бизнесы в игре делятся на две категории: домашний бизнес и управление общественным участком.
После того, как бизнес открыт, в правом верхнем углу экрана появляется панель бизнеса, отображающая данные о предприятии, его состояние, лояльность клиентов, бухгалтерию, информацию о предприятии, данные о работниках. Для бизнеса можно нанимать работников на несколько должностей: уборщик, кассир, продавец, менеджер по закупке. Если имеются станки по производству роботов, букетов цветов или игрушек, то владелец может поручить рабочему производство этих товаров. Длительная работа на каждой из этих специальностей накапливает опыт, отмечающийся почётными значками: бронзовый, серебряный, золотой. Получение каждого из значков открывает обладателю опыта новые возможности. Например, опытный продавец может быстрее убедить клиента купить товар, опытный кассир быстрее пробивает чеки покупателей, а опытный кладовщик быстрее пополняет запасы. Также получение опыта сказывается на минимальной зарплате работника.
Перед тем, как купить товар, клиент должен заинтересоваться им, и на его решение влияет цена товара: чем он дешевле, тем быстрее клиент принимает решение. Полки с товарами необходимо периодически пополнять для этого, можно назначить менеджера по закупкам, а можно самому пополнять запасы. Это может быть товар, купленный в режиме покупки или собственно произведённых на станках предмет. Если персонаж владеет общественным участком, то он может назначить управляющего и больше на участке не появляться, а вести дела по телефону. Если клиентов хорошо обслуживают, то их лояльность к предприятию игрока повышается. Чем больше лояльность клиентов, тем выше уровень фирмы, а его повышение даёт возможность владельцу как получить новые навыки ведения бизнеса, так и повысить цены на товары и услуги. За постоянно удерживаемый высокий уровень магазина даются специальные награды.
Дополнение в рамках традиций добавляет «существо» — робота Серво — которого можно собрать на станке для конструирования роботов при наличии Золотого значка роботехника. Серво появляется с полным комплектом навыков по кулинарии, технике и уборке. Роботу можно задавать имя, женский или мужской гендер, после чего она или он становится полноправным членом семьи и ведёт себя как полноценный сим, за исключением постоянного желания заниматься рутинной домашней работой. В качестве потребностей роботу доступны «досуг», «уют», «общение» и «энергия». Контакт Серво с водой нежелателен.

## Разработка
«Бизнес» — фактически первое в истории франшизы The Sims дополнение, где игрок может контролировать процесс рабочего дня сима. До этого как правило симы уходили в скрытые участки на работу. В своём изначальном замысле дополнение «Бизнес» должно было выступать площадкой по продакт плейсменту — массовой рекламе различных известных брендов. Именно под данные нужды и разрабатывалась система ведения бизнеса, в игре в том числе должны были присутствовать логотипы и товары реальных фирм. Данное время также совпало с активным внедрением EA Games рекламы в компьютерные игры, однако которая в основном встречала отрицательную реакцию у игроков. В частности последовавший скандал с рекламной интеграцией McDonald’s в The Sims Online заставил отказаться от введения рекламы в базовую The Sims 2, однако EA прежнему рассчитывала ввести рекламу в составе будущих расширений к симулятору жизни. Работа над дополнением велась в течение 18 месяцев, во время которых команда тесно сотрудничала с рекламщиками и изучала разнообразные продукты и бренды чтобы понять, как они впишутся в игровой мир. Тем не менее к моменту завершения разработки «Бизнеса», EA по неназванной причине приняла внезапное решение полностью исключить любое упоминание брендов из дополнения.
Отправной точкой в разработке «Бизнеса» стало то, что в базовой The Sims 2 можно рисовать и продавать картины. Разработчики упоминали, что многим игрокам нравилось этим заниматься и они решили дальше развить идею домашнего бизнеса, команда решила добавить больше возможностей для создания и коллекционирования предметов, например создавать букеты цветов или игрушки. Разработчики также упоминали желание многих игроков ещё в первой The Sims наблюдать за процессом работы своих симов. Они также назвали представленный игровой процесс самым инновационным в истории франшизы. Создавая систему ведения бизнеса, разработчики стремились сделать её максимально открытой для того, чтобы игрок не был вынужден следовать строгим приписанным правилам, а мог давать свободу своему творчеству; например подойти к делу с полной ответственностью и создать идеальный магазин, просто дурачится, испытывать крайности своих возможностей, или создать магазин по своему вкусу и желанию; например «от модного бутика одежды рядом с салоном красоты, до сети магазинов, продающих свежие букеты цветов». Хотя, как позже разработчики признались, что если например дополнения  «Временах года» и «Питомцах» требовали к себе много работы над анимацией и дизайном, при создании «бизнеса», главную сложность составляло создание самой системы бизнеса. Род Хамбл отметил, что через ведение бизнеса в игре, он сумел познать всю глубину симулятора The Sims 2.
При испытании симуляции команда была в общем довольна результатами и даже заметила, что механизм бизнеса симулирует многие трудности, с которыми сталкиваются предприниматели в настоящей жизни. При создании тематических объектов и одежды к дополнению, разработчики изучали множество фотографий в Интернете в специальных журналах.
Реагируя на критическое восприятие Род Хамбл выразил удивление негативной критике, заметив, что многие рецензенты оценивали игру исключительно по количеству добавленных объектов, но пренебрегли тем, на сколько дополнение фундаментально переосмыслило базовый игровой процесс, что было самым выдающимся достижением среди разработчиков.

## Анонс и выход
Впервые о разработке данного дополнения стало известно в сентябре 2005 года, тогда же Gamespot предполагал, что расширение выйдет в мае 2006 года, его официальный анонс дополнения состоялся 8 декабря 2005 года. 28 февраля 2006 года «The Sims 2: Бизнес» официально вышел на территории США, 3 марта в Европе, 16 марта в Японии и 26 мая в России. По данным ChartSport на март 2006 года, дополнение «The Sims 2: Бизнес» возглавило список игр-бестселлеров в США, с её проданными 230 000 копиями, к концу марта оно спустилось на третье место, 4-е место к концу мая и попало на 5-е место к середине августа. Держаться в списке бестселлеров дополнению удалось вплоть до конца сентября (8-e место). В общем по состоянию на 2006 год, дополнение «Бизнес» заняло 3-е месте в списке самых продаваемых игр в США. Примечательно, что расширения The Sims 2 заняли всего в данном списке 5 позиций, то есть его половину.
16 июля 2014 года дополнение было выпущено в составе сборника The Sims 2 Ultimate Collection и было временно и бесплатно доступно для скачивания в Origin, а 7 августа того же года в составе сборника The Sims 2 Super Collection для операционной системы Mac OS X.

## Музыка

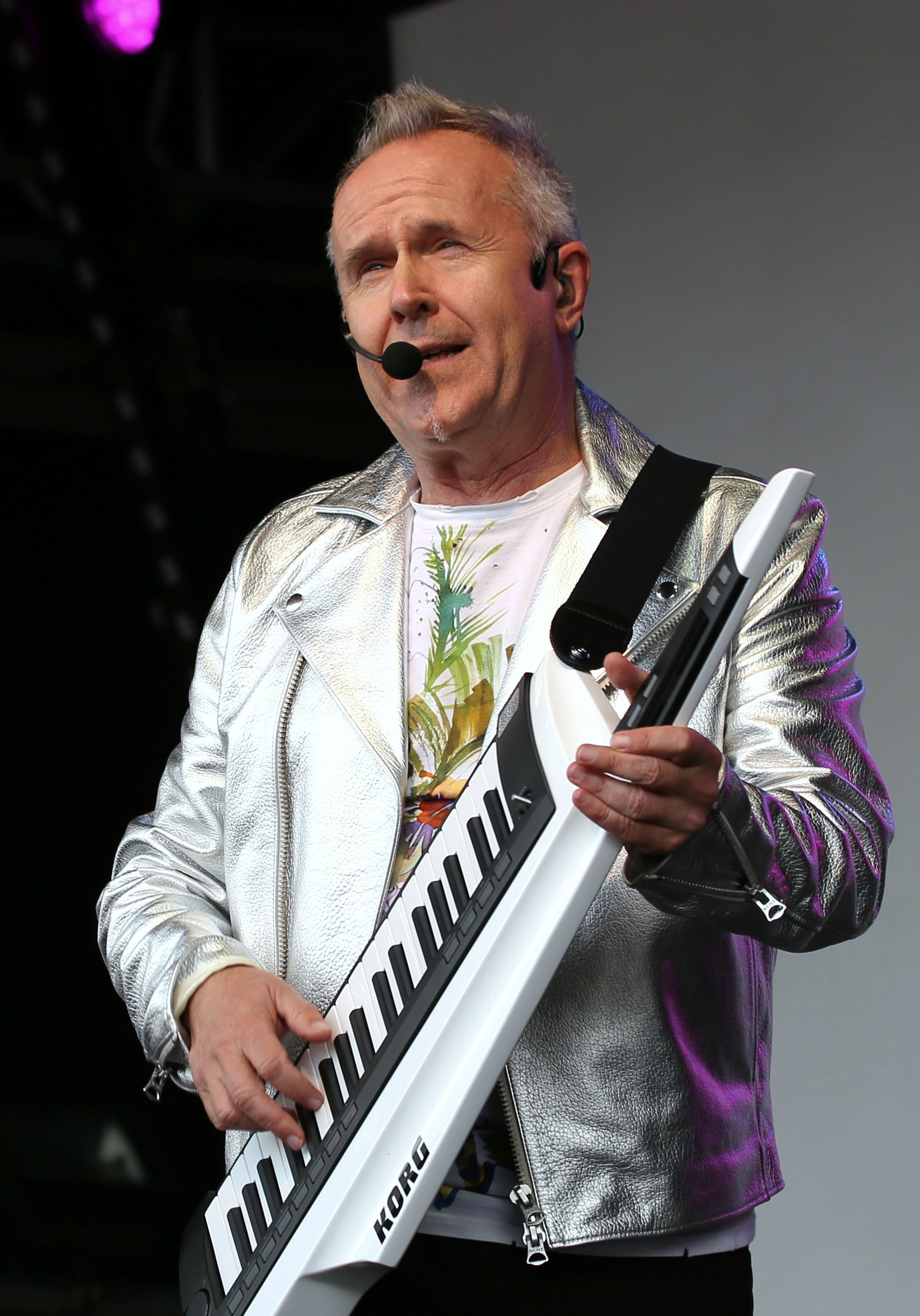
Ховард Джонс, один из музыкантов, перезаписавших на симлише свою песню для дополнения

Фоновую музыку к дополнению написал Силас Хайт. Вместе с дополнением в The Sims 2 были добавлены ряд новых саундтреков композитора Марка Мазерсбо для режима строительства и создания персонажей. Помимо этого в игру был добавлен канал с музыкой в жанре Новая волна с исполнением известных музыкантов из 80-х годов, а именно Depeche Mode, Kajagoogoo, Ховардом Джонсом и The Epoxies, которые специально переписали свои синглы на языке симлиш. Ховард Джонс в интервью заметил, что это было его первым сотрудничеством с издателем видеоигр. Перезаписывать песню на симлише было сложно, но музыкант был крайне доволен проделанным результатом. Сам он не играл в The Sims, но заметил что его сын стал верным фанатом этой серии
Помимо этого разработчики с участием Depeche Mode выпустили машиниму с синглом Suffer Well.
| №                   | Название                     | Автор(ы)            | жанр/звучит вː       | Длительность |
| ------------------- | ---------------------------- | ------------------- | -------------------- | ------------ |
| 1.                  | «The Sims 2 New Wave Theme»  | Марк Мазерсбо       | режим городка        | 4:11         |
| 2.                  | «Kiss My Sims»               | Марк Мазерсбо       | режим создания семьи | 3:00         |
| 3.                  | «Extra Simple»               | Марк Мазерсбо       | режим строительства  | 3:23         |
| 4.                  | «Simantics»                  | Марк Мазерсбо       | режим строительства  | 3:42         |
| 5.                  | «Simply Hot»                 | Марк Мазерсбо       | режим строительства  | 3:09         |
| 6.                  | «Suffer Well»                | Depeche Mode        | новая волна          | 3:51         |
| 7.                  | «Things Can Only Get Better» | Ховард Джонс        | новая волна          | 3:52         |
| 8.                  | «Touch and Go»               | The Epoxies         | новая волна          | 2:47         |
| 9.                  | «Too Shy»                    | Kajagoogoo          | новая волна          | 3:45         |
| 10.                 | «It Wouldn't Be So Sad»      | The Epoxies         | новая волна          | 4:13         |
| 11.                 | «Synthesized»                | The Epoxies         | новая волна          | 2:44         |
| 12.                 | «Sims1_buy1»                 | Maxis               | режим торговли       | 2:43         |
| 13.                 | «Sims1_buy2»                 | Maxis               | режим торговли       | 2:31         |
| 14.                 | «Sims1_buy3»                 | Maxis               | режим торговли       | 2:49         |
| 15.                 | «Sims1_buy4»                 | Maxis               | режим торговли       | 2:17         |
| Общая длительность: | Общая длительность:          | Общая длительность: | Общая длительность:  | 49:00        |

## Критика
| Сводный рейтинг    | Сводный рейтинг |
| Агрегатор          | Оценка          |
| ------------------ | --------------- |
| GameRankings       | 79,10 %         |
| Metacritic         | 78 %            |
| Иноязычные издания |                 |
| Издание            | Оценка          |
| GameSpy            | [ 31 ]          |
| IGN                | [ 32 ]          |
| Eurogamer          | [ 33 ]          |
| Gamerstemple       | 90 %            |
| Cheatcc            | [ 35 ]          |
| Videogamer         | [ 36 ]          |
| Game Chronicles    | 8,2             |

Дополнение «The Sims 2: Бизнес» получило преимущественно положительные отзывы — 78 % и 79 % по версии сайтов-агрегаторов GameRankings и Metacritic соответственно. Сайт Eurogamer дал оценку 7 из 10 и отметил, что в глаза сразу бросается сложность дополнения. «Бизнес» был удостоен золотой награды от организации ELSPA. Дополнение «Бизнес» также использовалось для демонстрации на лекциях в США, чтобы объяснить формирование корпоративной культуры, как источник конкурентного преимущества. Студенты через игру должны были понять, как и когда задействовать логику прогнозирования.
Цукитака Махамари заметил отличие дополнения от двух предыдущих прежде всего большим уклоном в сторону стратегии и назвал это игрой в игре. Махамари отметил, что дополнение хотя и не понижает свою планку качества, однако фактически не добавляет новых социальных взаимодействий в базовый геймплей и его специфическая тема подойдёт далеко не каждому игроку The Sims 2. Поэтому журналист посоветовал покупать только тем, кто действительно хочет попробовать начать внутри игры своё дело. Дополнение выделяется тем, что требует от игрока логического мышления и математического подхода
.
Дейв Косак из сайта GameSpy назвал систему ведения бизнеса увлекательной и тщательно продуманной, которая даёт большую волю фантазиям игрока. По мнению критика, наличие других дополнений The Sims 2 подарит ещё больше возможностей для ведения бизнеса. Было сообщено, что система ведения дела учитывает множество кажется не значимых мелких деталей, но именно они предают такую большую реалистичность. Однако, по мнению Косака, это стало одновременно и недостатком: из-за обилия мелких деталей, которые необходимо учитывать и за ними следить, меню управления бизнеса выглядит сложным запутанным, так что зачастую можно забыть, как например очередной раз вызвать работников на участок, или как закупать товар. Также вопросы вызывала система талантов, каждый из которых закреплён за определёнными навыками, а какими — не очень ясно. В общем автор обзора назвал ведение дела довольно сложным, но и вознаграждающем игрока большими деньгами, если он подойдёт к игре ответственно и аккуратно. Сам журналист советует новичкам накопить солидный капитал, чтобы минимизировать риски. В общем критик называет дополнение увлекательным, но не обязательным для установки, так как затрагивает слишком узкую тему.
Обозреватель сайта IGN Дэн Адамс отметил, что опробовал дополнение «Бизнес» и получил впечатление как будто он работал, но при этом отметил, что когда игрок только открывает свой магазин и начинает вести дело, то ему ошибочно кажется, что это легко. Однако по мнению критика чем больше становится магазин, чем лучше игрок осознаёт, что ему не подконтрольны многие вещи, отдельный пример это работники, где не ясно, принесут ли они какую то пользу для магазина или же их работа окажется слишком контрпродуктивной. С другой стороны сложность игры не делает её скучной и даже позволит понять игроку базы предпринимательства и как устроен мир бизнеса. В общем критик назвал дополнение не плохим, но одновременно самым «нелюбимым» и порекомендовал дополнение, только тем, у кого есть талант к пониманию микроменеджмента.
Рецензент сайта Cheatcc, как и большинство критиков, признал сложность геймплея и отметил, что даже если крайне осторожно подходить к делу, то всегда на пути будут ожидать вещи и проблемы, которые не подконтрольны игроку. Дополнительно было сообщено, что одновременно данное дополнение позволяет выбирать множество способов и вариантов ведения дела, и чтобы их всех испробовать можно спокойно потратить время до выпуска следующего дополнения.